# Леишоиш
 Тази статия е за пристанището в Португалия.  За спортния клуб вижте Леишоиш Спорт Клуб.  
Леишоиш (на португалски: Leixões) е пристанище на Атлантическия океан в град Матузинюш, северна Португалия.
Изградено в края на XIX век северно от устието на река Доуро, днес то е едно от основните португалски пристанища и обслужва съседния град Порту. През 2012 година в Леишоиш са обслужени 2 591 кораба и са обработени 16,6 милиона тона товари и 471 хиляди контейнера.